# Jak Stella zdobyła miłość
Jak Stella zdobyła miłość (ang. How Stella Got Her Groove Back) – amerykański dramat obyczajowy z 1998 roku w reżyserii Kevina Rodneya Sullivana. W filmie role główne zagrali Angela Bassett, Taye Diggs, Whoopi Goldberg i Regina King. Film jest adaptacją powieści Terry McMillan pod tym samym tytułem.

## Fabuła
Stella jest czterdziestoletnią kobietą sukcesu. Pracuje jako makler giełdowy, prywatnie ma duży dom i syna, który również odnosi sukcesy. Pewnego dnia jej przyjaciółka Delilah namawia ją, żeby zrobiła sobie przerwę i wyjechała na Jamajkę. Kobieta zgadza się. Na wyspie Stella wdaje się w romans z mężczyzną młodszym o dwadzieścia lat. 

## Obsada
- Angela Bassett – Stella Payne
- Taye Diggs – Winston Shakespeare
- Whoopi Goldberg – Delilah Abraham
- Regina King – Vanessa
- Suzzanne Douglass – Angela
- Michael J. Pagan – Quincy Payne
- Sicily Sewell – Chantel
- Richard Lawson – Jack

## Nagrody
- 1999 Acapulco Black Film Festival – Najlepsza Aktorka – Angela Bassett
- 1999 NAACP Image Awards – Najlepsza Aktorka – Angela Bassett
- 1999 NAACP Image Awards – Najlepszy Film
- 1999 NAACP Image Awards – Najlepsza Aktorka Drugoplanowa – Whoopi Goldberg